# Praise & worship
Praise & worship to rodzaj chrześcijańskiej muzyki obrzędowej (sakralnej) będący nowoczesną odmianą gatunków gospel i spiritual. Dzisiaj w niektórych zborach protestanckich jest wykorzystywana w trakcie nabożeństwa. Prowadzeniem wspólnoty w śpiewie zajmują się głównie liderzy uwielbienia. Angielskojęzyczną nazwę tłumaczy się dosłownie: chwała i uwielbienie.
Chóry i zespoły muzyczne wykonujące muzykę praise & worship:
- Trzecia Godzina Dnia,
- Jednego Serca, jednego Ducha
- Rytmy Dobrej Nowiny,
- Gospel Rain,
- Michael W. Smith,
- Puente – Music Band.
- Exodus 15
- Mocni w Duchu
- Siewcy Lednicy
- NiemaGotu